# 五經正義
《五經正義》，原名《五經義疏》，專指《周易》、《尚書》、《毛詩》、《禮記》、《左傳》五部儒家經書（通稱五經）的注解之疏義。由唐太宗詔令孔穎達主持，由諸儒共參議，貞觀十六年撰成，續有修正，直到高宗永徽四年才頒布。初名「義贊」，詔改稱「正義」。
《五經正義》的編纂被視為官方統一南學、北學的手段，使六朝以來南、北地區各自發展的經學思想殊途而歸一，是後來各朝代相繼編纂官方經學解釋的濫觴。至高宗時頒行，成為科舉考試的標準課本，然而朱熹對《周易正義》評價不高，認為孔氏負責編撰的《五經義疏》，《春秋》最好，《诗》、《礼记》次之，《书》、《易》为下。清代《四库全书总目》认为，孔疏不仅“墨守专门”，唯王弼注是从，而且“至于诠释文句，多用空言”，“亦非考证之疏矣”。

## 內容
- 《周易正義》10卷，根據魏王弼、晉韓康伯二人的注。从内容上来说，第一，综述经传源流，第二，解题释例；第三，疏解经传及注文。
- 《尚書正義》20卷，根據西漢孔安國（實際上為偽託）的傳。内容为，第一，解题释例；第二，注疏校勘；第三，信伪与变伪。
- 《毛詩正義》70卷，根據西漢毛公的傳、東漢鄭玄的箋。内容为，第一，解题释例；第二，注释校勘。
- 《禮記正義》63卷，根據西漢戴聖的小戴禮記、東漢鄭玄的注。内容只包括解题释例和注释。
- 《左傳正義》60卷，又稱《春秋左傳正義》，根據左氏傳、西晉杜預的經傳集解。内容包括解题释例和注释校勘。

## 編纂過程
太宗時期（貞觀年間）：
孔穎達總監。
- 周易：馬嘉運、趙乾葉、蘇德融、趙弘智等。
- 尚書：王德韶、李子雲、朱長才、蘇德融、隨德素、王士雄、趙弘智等。
- 毛詩：王德韶、齊威、趙乾葉、賈普曜、趙弘智等。
- 禮記：朱子奢、李善信、賈公彥、柳士宣、范義頵、張權、周玄達、趙君贊、王士雄、趙弘智等。
- 春秋：谷那律、楊士勛、朱長才、馬嘉運、王德韶、蘇德融、隨德素、趙弘智。

高宗時期（永徽二年左右）：
- 長孫無忌、于志寧、高季輔、張行成等中書、門下與國子監三館學士。

## 外部連結
- 野間文史著，金培懿譯：〈《五經正義》之研究（页面存档备份，存于）〉。
- 長瀨誠著，黃桂譯：〈關於五經正義單疏本（页面存档备份，存于）〉。
- 周易正義查詢（页面存档备份，存于） 易經古籍交互查詢系統